# Памятник Ленину (Запорожье)

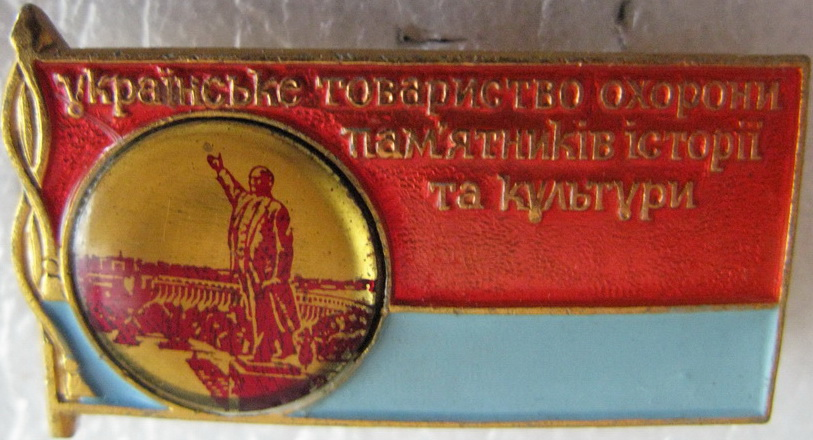
Знак члена Украинского общества охраны памятников

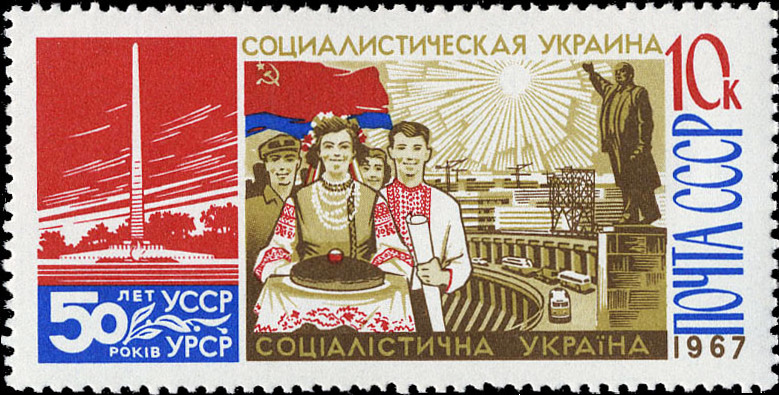
Памятник на почтовой марке в честь 50-летия УССР

Памятник Ленину в Запорожье — памятник, располагавшийся в 1964—2016 годах на площади рядом с въездом на ДнепроГЭС. Скульпторы — М. Г. Лысенко, Н. М. Суходолов, архитекторы — Б. И. Приймак, В. Ладный. До 2015 года был внесён в реестр памятников монументального искусства местного значения.

## Характеристика
Открыт 6 ноября 1964 года.
Скульптура сделана из бронзы, постамент — из розового гранита. Общая высота памятника — 19,8 метра. Рука Ленина указывает в сторону плотины ДнепроГЭСа. В нижней части гранитного постамента расположены бронзовые фигуры сталевара, строителя, колхозницы и учёного, призванные «олицетворять единство народа в осуществлении великих ленинских идей». На постаменте на украинском языке были высечены слова Ленина «Коммунизм — это Советская власть плюс электрификация всей страны».
Во время сооружения Днепрогэс-2 возле памятника установили конструкцию с металлической сеткой чтобы предотвратить попадание осколков от взрывных работ.
Памятник Ленину изображался на значках членов Украинского общества охраны памятников истории и культуры.
Согласно оценке 2014 года балансовая стоимость памятника составляла чуть более 7 миллионов гривен.

## Снос
В конце 2013 года на Украине начался «Ленинопад» — массовый снос памятников Ленину, который шёл силами гражданских активистов. 22 февраля 2014 года активисты Евромайдана снесли в Запорожье небольшой памятник Ленину около Дворца культуры имени Дробязко. Запорожские коммунисты практически круглосуточно дежурили возле главного памятника Ленину, остерегаясь вандалов. В начале октября 2014 года, по инициативе Юрия Гудыменко, памятник одели в вышиванку из баннерной ткани. В 2015 году памятник одели в форму сборной Украины по футболу с номером 12.
В 2014—2015 годах около памятника шли выступления как сторонников Евромайдана, так и его противников. В конце января 2015 года запорожская организация «Сила нации» заявила о том, что проведёт митинг, на котором памятник повалят. На площади собралось несколько сотен человек. Состоялось противостояние с милицией, нескольких активистов арестовали. «Сила нации» совместно с УНА-УНСО, заявили, что дают местной власти неделю для того, чтобы демонтировать Ленина. В горсовете комиссия по топонимике приняла решение демонтировать памятник, однако депутаты данное решение не поддержали.
Причин, почему Ленин в Запорожье устоял, две. Первая — техническая: внутри памятника очень прочная стальная конструкция. Повалить монумент таким способом, как это было в Киеве и Харькове, было нельзя. Вторая причина — отсутствие желания у местной власти (мэрия, горсовет и облсовет) участвовать в этом процессе.
После принятого Верховной радой закона о декоммунизации весной 2015 года, все монументы коммунистическим деятелям в стране должны быть демонтированы. В Запорожье в ноябре 2015 года городского голову А. Сина сменил В. Буряк, который демонстрировал лояльность киевской власти и поддерживал её курс на декоммунизацию.
Согласно решению горсовета от 19 февраля 2016 года, памятник должен быть демонтирован в течение месяца с даты голосования. Площадь Ленина, на которой стоял памятник, была переименована в Запорожскую.
14 марта памятник был обнесён лесами и процесс демонтажа начался. На следующий день с постамента была убрана надпись «Коммунизм — это Советская власть плюс электрификация всей страны». 16 марта к памятнику был подогнан кран и бронзовую фигуру начали отделять от гранитного постамента с помощью алмазных пил. Однако в ходе процесса выяснилось, что за слоем гранита скрывается армированный бетон с двумя металлическими шпалами, служащими опорой всей конструкции. Процесс демонтажа, длившийся до поздней ночи, был возобновлён утром, и в общей сложности занял 30 часов. Фигуру Ленина сняли с постамента с помощью двойной петли троса крана, закреплённой на туловище и шее скульптуры. После чего памятник был доставлен на территорию одного из складов КП «Водоканал».
Демонтаж памятника обошёлся примерно в 200 тысяч гривен.

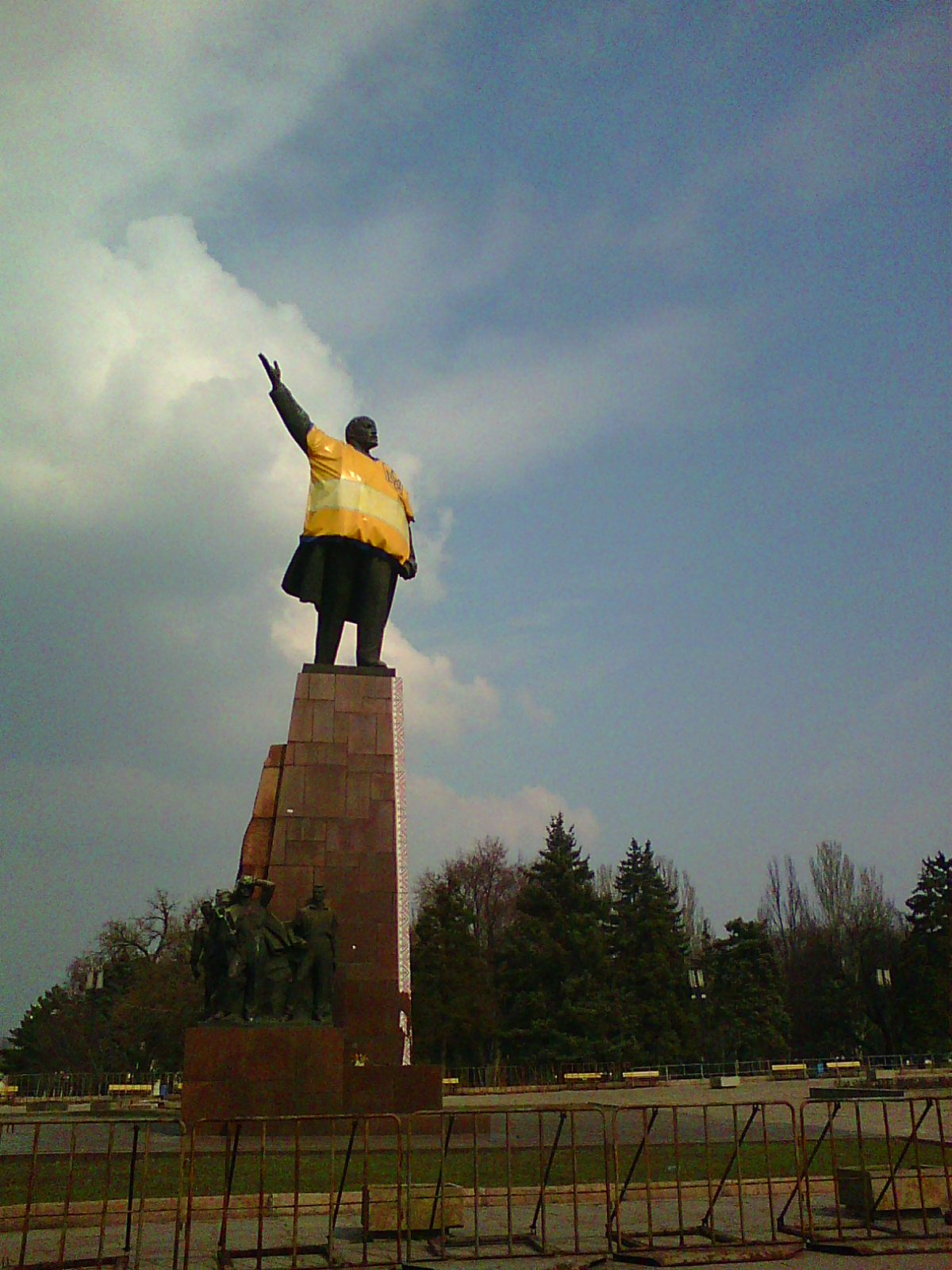
Памятник в 2016
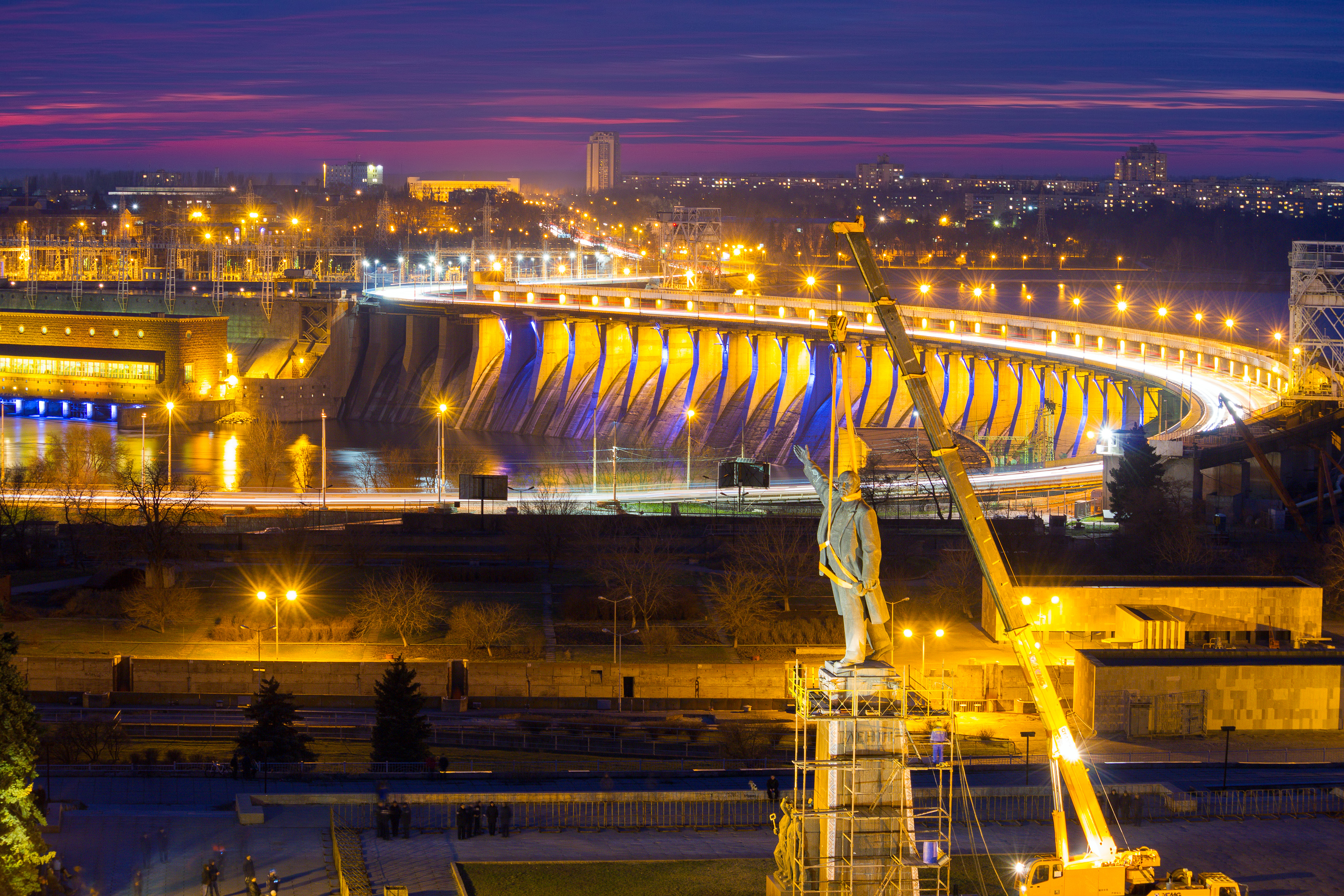
Демонтаж памятника
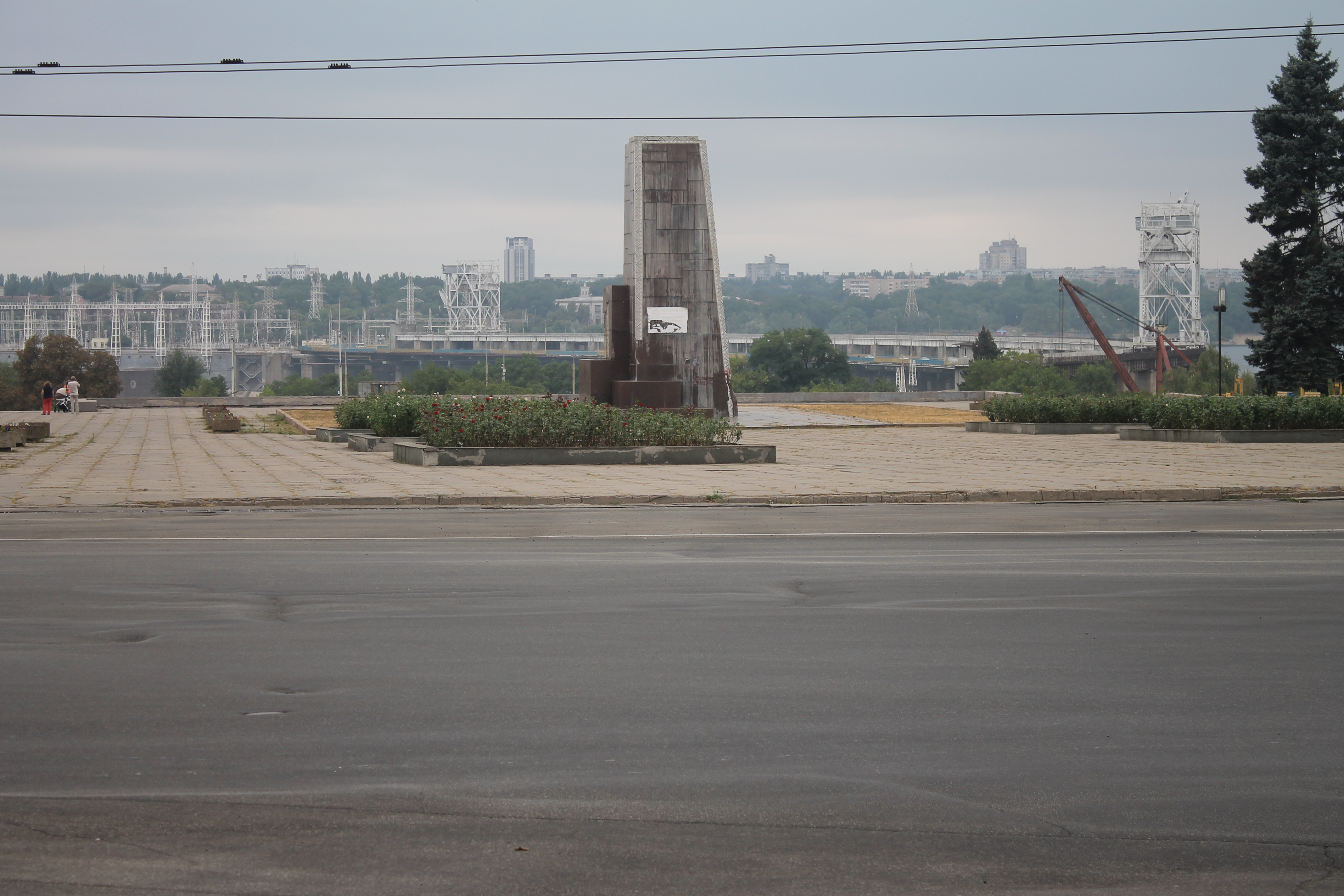
Пустой постамент